# 스튜어트 모스
스튜어트 모스(Stewart Moss, 1937년 11월 27일 ~ 2017년 9월 13일)는 미국의 배우, 텔레비전 배우, 각본가이다.
시카고에서 태어났다.

## 영화
- 건스모크 4 (1993년)
- 돌아온 보난자 (1993년)
- 더 라스트 메리드 커플 인 아메리카 (1980년)
- 타이타닉 인양 (1980년)
- 달리는 욕망 (1978년)
- 형사 Q (1976년)
- 박쥐 인간 (1974년)
- 6백만 달러의 사나이 - TV 시리즈 (1974년)
- 닥터 데스: 시커 오브 소울 (1973년)
- 명탐정 바나비 존즈 (1973년)
- 퍼즈 (1972년)
- 위험한 지혜 (1970년)
- 추바스코 (1968년)
- 호간의 영웅들 (1965년)
- 인 함스 웨이 (1965년)
- 보난자 (1959년)
- 페리 메이슨 (1957년)